# 歌剧院站 (布达佩斯地铁)
歌剧院站（匈牙利語：Opera），为匈牙利布达佩斯地铁1号线的一个地铁车站，位于鲍伊奇－日林斯基大街站、八角广场站之间。车站得名于附近的匈牙利国家歌剧院。该站始建于1896年，1970年翻建。站台包含2个侧式站台。